# Било (Болгарія)
Би́ло (болг. Било) — село в Добрицькій області Болгарії. Входить до складу общини Каварна.

## Населення
За даними перепису населення 2011 року у селі проживала 31 особа, усі — болгари.
Розподіл населення за віком у 2011 році:
Динаміка населення: